# أبو سعيد الخراز
أبو سعيد أحمد بن عيسى الخرّاز، أحد علماء أهل السنة والجماعة ومن أعلام التصوف السني في القرن الثالث الهجري من أهل بغداد. وصفه أبو عبد الرحمن السلمي[ ؟ ] بأنه «من أئمة القوم وجلة مشايخهم. وقيل إِنّه أول من تكلّم في علم الفناء والبقاء»، وقال عنه أيضًا «إمام القوم في كل فن من علومهم، له في مبادئ أمره عجائب وكرامات مشهورة ظهرت بركته عليه وعلى من صحبه وهو أحسن القوم كلامًا خلا الجنيد فإنه الإمام»، وقال عنه المرتعش: «الخلق كلهم عيال على أبي سعيد الخراز إذا تكلم هو في شئ من الحقائق»، وقال عنه ابن الطرسوسي «أبو سعيد الخراز قمر الصوفية».
كان أحد المذكورين بالورع والمراقبة وحسن الرعاية والمجاهدة، وقد أسند الحديث، فحدث عن إبراهيم بن بشار الخراساني صاحب إبراهيم بن أدهم ومحمد بن منصور الطوسي، وروى عنه أبو الحسن علي بن محمد المصري الواعظ وأبو جعفر الصيدلاني وعلي بن حفص الرازي وأبو محمد الجريري وأبو بكر أحمد بن الحسن الدقاق. وقد صحب ذا النون المصري، وأبا عبد الله النّباجي، وأبا عبيد البُسري، وسَريًا السّقطي، وبشر بن الحارث، وغيرهم. توفي سنة 277 هـ. والأشهر أنه توفي سنة 286 هـ الموافق 899 م.

## مرقده
مرقده شرقي دجلة على نشز عال بالقرب من الموصل، وذكر ياسين الخطيب في «منية الأدباء» أن قبره كان يزار. ويذكر محمد أمين الخطيب في «منهل الأولياء» «والعوام يقولون سعيد الخرازي، حدثني ثقة أنه قرأ التاريخ الذي على قبره أنه مكتوب: هذا قبر أحمد بن عيسى الخراز نسيب عمر ابن الخطاب».